# Erik V. Petersen
Erik Victor Petersen, född 1 november 1902, död 19 april 1945, var en dansk kriminalpolitibetjent. Han var chef for Schalburgkorpsets underrättelsetjänst (ET) och för HIPO. Han likviderades nära sin bostad av motståndsmannen Gunnar Dyrberg och delar ur motståndsgruppen Holger Danske.